# Robben Ford

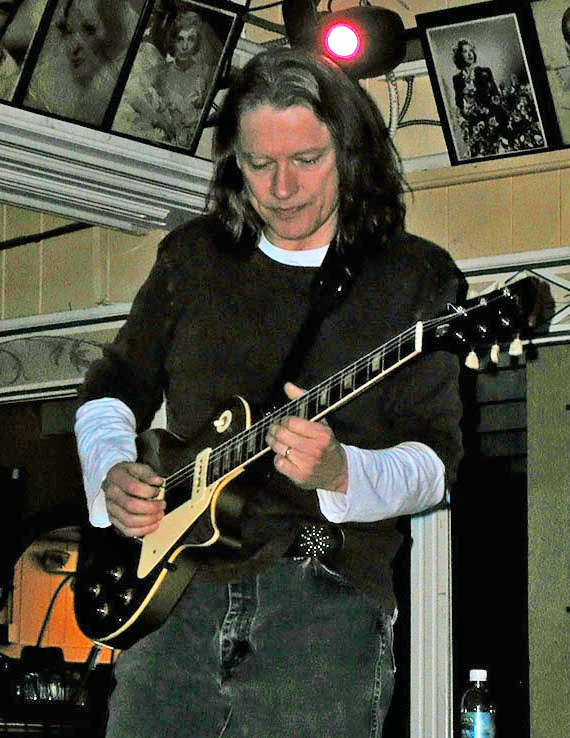
Robben Ford.

Robben Ford (16 de diciembre de 1951) es un guitarrista de blues, jazz y rock.
Nació en Woodlake, California, y creció en Ukiah. Comenzó a tomar clases de guitarra a los 13 años, en 1965, y compró su primera guitarra con 19 años, en 1969. Charles Ford, su padre, tenía su propia banda de blues, Charles Ford Blues Band, en la que figuraban como músicos Robben y sus hermanos.
La fama mundial como guitarrista le llegó en 1986, año en el que figuró como guitarrista en el staff de la gira de Miles Davis, por fusionar de manera genial jazz y blues de un modo innovador.
Robben Ford también ha tocado en directo y colaborado en álbumes con Jimmy Witherspoon, George Harrison, Joni Mitchell con Tom Scott's L.A. Express, y los Yellowjackets.
Ford compuso su primer álbum en solitario en 1972, titulado Discovering the Blues. A este último le sucedieron Schizophonic (1976) y su mejor álbum, The Inside Story (1979), que fue disco de oro en 1980.
Tras un periodo de cuatro años sin ningún nuevo release, en 1983 editó Words and Music, al que siguió su álbum homónimo, Robben Ford, en 1986.
En 1988 grabó Talk to Your Daughter, que también fue disco de oro en 1989. Su mejor trabajo de los noventa incluye los discos Handful of Blues, Blues Connotation y Tiger Walk, que constituyen un regreso a sus raíces bluseras.
Robben Ford usa amplificadores Dumble, y tiene su propio modelo signature de Fender.
Está casado con la cantante de cabaret Anne Kerry Ford, que además ha colaborado con él en varios proyectos.

## Discografía
- Discovering the Blues (1972)
- The Charles Ford Band (1972)
- Schizophonic (1976)
- Jimmy Witherspoon & Robben Ford Live (1976)
- The Inside Story (1979)
- Robben Ford (1986)
- Talk to Your Daughter (1988)
- Robben Ford & the Blue Line (1992)
- Mystic Mile (1993)
- Handful of Blues (1995)
- Blues Connotation (1996)
- Tiger Walk (1997)
- Blues Collection (1997)
- The Authorized Bootleg (1998)
- Supernatural (1999)
- Sunrise (1999)
- A Tribute to Paul Butterfield (2001)
- Anthology: The Early Years (2001)
- Blue Moon (2002)
- Keep on Running (2003)
- Truth (2007)
- Bringing it back home (2013)
- A day in Nashville (2014)
- Into the sun (2015)
- Purple House (2018)